# Pilar Bardem
Pilar Bardem, all'anagrafe María del Pilar Bardem Muñoz (Siviglia, 14 marzo 1939 – Madrid, 17 luglio 2021), è stata un'attrice spagnola.

## Biografia
Pilar Bardem nacque a Siviglia, in Andalusia, il 14 marzo 1939, figlia dell'attore catalano Rafael Bardem Solé e dell'attrice madrilena Matilde Muñoz Sampedro. Era sorella del regista Juan Antonio Bardem.
È morta a Madrid il 17 luglio 2021 all'età di 82 anni a causa di una malattia polmonare.

## Vita privata
Nel 1961 sposò l'uomo d'affari Carlos Encinas di cui rimase vedova nel 1995. Ebbero tre figli: Carlos (1963), Mònica (1964) e Javier (1969), tutti diventati attori.

## Filmografia parziale
- Il dubbio (La duda), regia di Rafael Gil (1972)
- La regenta, regia di Gonzalo Suárez (1975)
- Il mio primo uomo (La joven casada), regia di Mario Camus (1975)
- Le età di Lulù (Las edades de Lulú), regia di Bigas Luna (1990)
- Nessuno parlerà di noi (Nadie hablará de nosotras cuando hayamos muerto), regia di Agustín Díaz Yanes (1995)
- Carne trémula, regia di Pedro Almodóvar (1997)
- Pantaleón e le visitatrici (Pantaleón y las visitadoras), regia di Francisco José Lombardi (2000)
- La notte delle streghe (Cosa de brujas), regia di José Miguel Juárez (2003)
- 20 centimetri (20 centímetros), regia di Ramón Salazar (2005)
- Maga Martina e il libro magico del draghetto (Hexe Lilli – Der Drache und das magische Buch), regia di Stefan Ruzowitzky (2009)
- Maga Martina 2 - Viaggio in India (Hexe Lilli - Die Reise nach Mandolan), regia di Harald Sicheritz (2011)

## Doppiatrici italiane
- Ludovica Modugno in Maga Martina e il libro magico del draghetto, Maga Martina 2 - Viaggio in India